# Рихтер, Юлий Иванович фон
Юлий Иванович фон Рихтер (нем. Julius Wilhelm Theophil von Richter; 1808—1892) — лютеранский епископ и богослов, вице-президент Генеральной консистории — высшего коллегиального органа управления евангелическо-лютеранскими консисториями в Российской империи. Отец химика В. Ю. Рихтера.

## Биография
Юлиус Вильгельм Теофиль фон Рихтер родился 14 (26) декабря 1808 года в Курляндской губернии в Добеле в семье лютеранского священника Иоганна Георга Леберехта Рихтера (1763—1840). 
В 1825 году поступил на богословский факультет Дерптского университета, по окончании которого в 1828 году получил звание кандидата богословия. 
В 1830 году фон Рихтер получил место помощника пастора при латышской церкви сначала в Митаве (ныне Елгава), а потом, с 1835 года, — в Добеле, где прослужил вплоть до 1850 года.

Латышская церковь Христа Спасителя
(разрушена в 1940-х гг.)

Получив в 1844 году звание консисториального советника и был отмечен Золотым наперсным крестом.
В 1845 году был назначен членом Генеральной консистории в Санкт-Петербурге.
В 1850 году он был определён латышским проповедником при войсках гвардии Петербургского военного округа, и эту должность занимал до 1868 года. Также, с 1850 по 1871 год он состоял пастором при Латышской церкви Святого Христа Спасителя в Санкт-Петербурге. Отличаясь редкой отзывчивостью к нужде и сердечной добротой, Рихтер не ограничился одною только проповеднической деятельностью: по его инициативе и при его непосредственном участии были обустроены школы и богадельня при церкви Христа Спасителя. 
С 1852 по 1861 год был пастором дворцовой капеллы принца Петра Георгиевича Ольденбургского, а в 1861 году был назначен генерал-суперинтендентом лютеранских церквей в России.
В 1868 году стал вице-президентом Евангелическо-лютеранской консистории; 17 апреля 1870 года был возведён в сан епископа. 
Заботясь о распространении просвещения и о создании школ, он в то же время старался улучшить положение не только учащихся, но также и преподавателей; так, в Петербурге, при деятельном содействии Рихтера, было создано Общество попечения о воспитательницах и учительницах. 
Умер 13 (25) марта 1892 года в Санкт-Петербурге и был похоронен на Митрофаниевском лютеранском кладбище (рядом с православным Митрофаниевским кладбищем).